# Korallenfinger-Laubfrosch

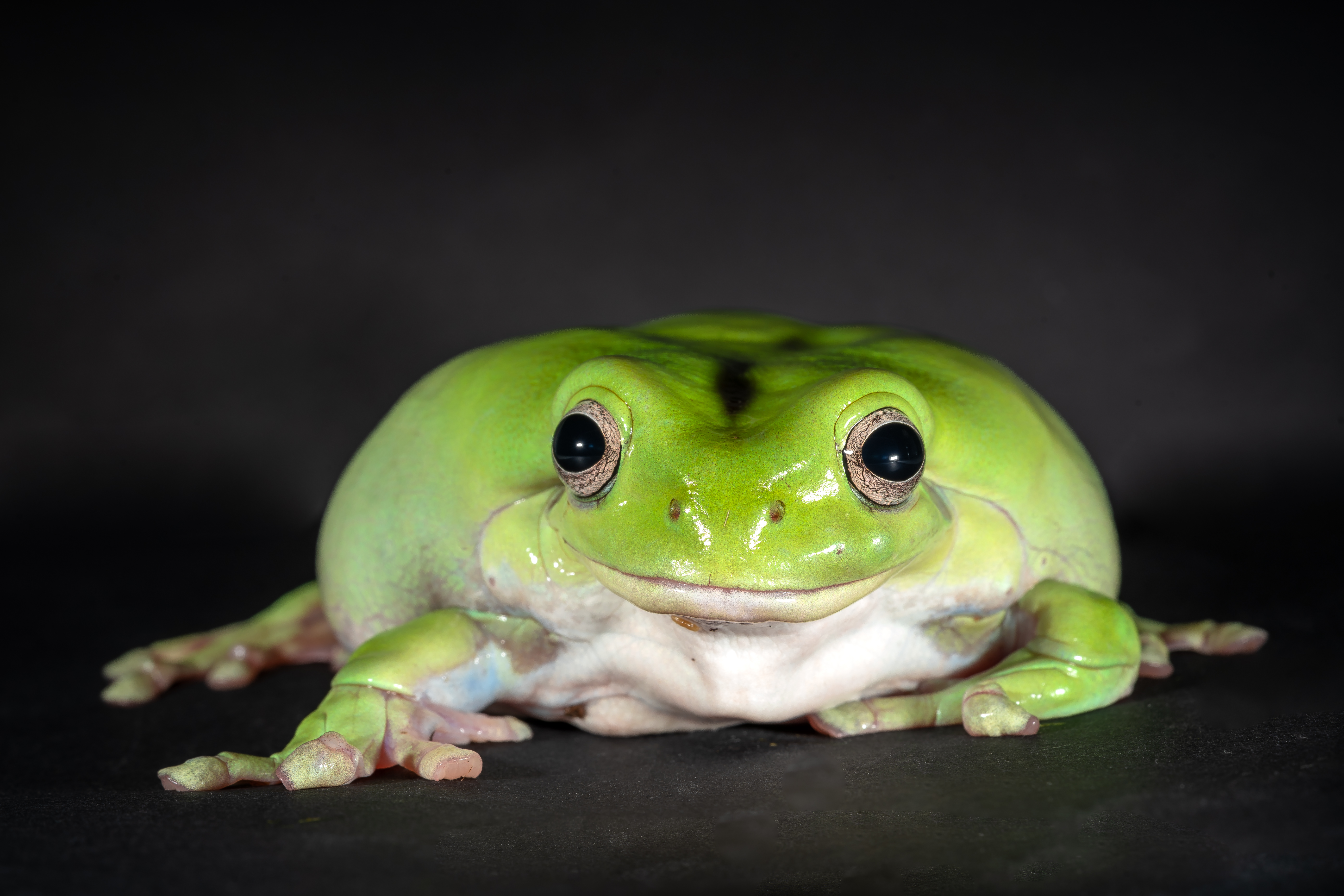
Frontalansicht des Korallenfinger-Laubfrosches

Der Korallenfinger-Laubfrosch (Ranoidea caerulea, Synonym: Litoria caerulea), oft auch nur kurz Korallenfinger genannt, ist ein in Australien und auf Neuguinea beheimateter Froschlurch aus der Unterfamilie der Australischen Laubfrösche (Pelodryadinae) innerhalb der Familie der Laubfrösche. 
Der englische Chirurg John White hat diese Art im Jahr 1790 zum ersten Mal wissenschaftlich beschrieben. Für einen kletternden Laubfrosch ist der Korallenfinger vergleichsweise groß und massig. Die Tiere gelten als relativ zahm und leben häufig auch in der Nähe menschlicher Siedlungen. Aufgrund ihres scheinbar lächelnden Aussehens und ihres behäbigen Wesens erfreuen sich Korallenfinger-Laubfrösche einer besonderen Beliebtheit beim Menschen. Die antibakteriellen und antiviralen Eigenschaften ihrer Hautabsonderungen machen sie aber auch für die Pharmakologie interessant.

## Merkmale

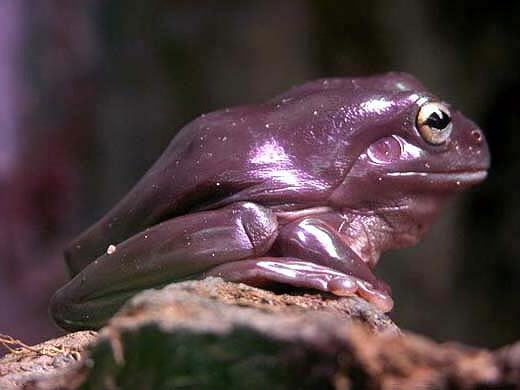
Ein dunkler Farbumschlag wird manchmal als Ausdruck von Unwohlsein oder Krankheit gedeutet

Korallenfinger sind große, plumpe Laubfrösche, die zehn bis zwölf Zentimeter lang werden können (die Weibchen werden geringfügig größer als die Männchen). Der sehr breite Kopf weist eine kurze, runde Schnauze auf und die leicht nach oben gezogenen Mundwinkel verleihen den Tieren einen scheinbar lächelnden Gesichtsausdruck. Hinter den Augen, die eine silber- oder goldmetallischfarbene Iris mit waagerechter Pupille aufweisen, verläuft oberhalb des gut sichtbaren Trommelfells bis zu den Flanken jeweils eine wulstige, drüsenreiche Hautverdickung. Diese erinnert etwas an die Parotiden der Kröten und entspricht diesen auch. Ihre glatte Oberseite changiert farblich zwischen grün und braun (selten auch blau), was unter anderem von der Temperatur, der Umgebung und ihrer Stimmung abhängig ist. Gelegentlich haben die Tiere unregelmäßige weiße und dunkel gerandete oder goldfarbene Flecken von maximal fünf Millimetern Durchmesser an den Flanken, die im Alter mehr werden. Die gekörnelte Bauchhaut ist weißlich, die Kehle des Weibchens ebenfalls. Bei den Männchen ist diese bräunlich-gelb und faltig, da sich dort ihre Schallblase befindet.
Die Innenseiten der Hinterschenkel weisen einen bräunlich-roten Farbton auf. Die langen, breiten Finger und Zehen, die vorn bis zu einem Drittel und an den Hinterbeinen bis zu zwei Dritteln über Schwimmhäute miteinander verbunden sind, enden in auffälligen, rundlich-flachen Haftscheiben. Diese können bei ausgewachsenen Tieren bis zu fünf Millimetern breit werden. Sie funktionieren wie Saugnäpfe und erlauben es dem Frosch, auf Bäume zu steigen und sogar problemlos an senkrechten Glasflächen hochzulaufen (Näheres siehe: Europäischer Laubfrosch).
Der Korallenfinger-Laubfrosch kann unter anderem mit zwei anderen Arten seiner Familie verwechselt werden, Ranoidea splendida und dem Neuguinea-Riesenlaubfrosch (Nyctimystes infrafrenatus). Von der ersten unterscheidet er sich durch die Drüsenwulste am Hinterkopf, während er von der zweiten durch einen fehlenden weißen Streifen am Unterkiefer differenziert werden kann.
Obwohl Frösche Lungen haben, decken sie zusätzlich einen Großteil ihres Sauerstoffbedarfs über die feuchte Hautoberfläche. Allerdings hat ein ständig feuchtes Hautmilieu den Nachteil, dass Krankheitserreger wie Bakterien, Pilze oder Viren leichter eindringen können. Um dem Infektionsrisiko zu begegnen, enthält das Hautsekret von Fröschen Peptide, die diese Keime abtöten können. Bei den Korallenfinger-Laubfröschen sind dies Cearine, eine Gruppe von antibakteriell und antiviral wirksamen Peptiden. Auch enthält das Sekret Caerulin, das denselben physiologischen Effekt wie Cholecystokinin hat. Einige Peptide aus dem Hautsekret sind, wie Laborversuche ergeben haben, außerdem in der Lage, HIV-Viren zu zerstören, ohne dabei gesunde T-Zellen zu schädigen.

## Verbreitung

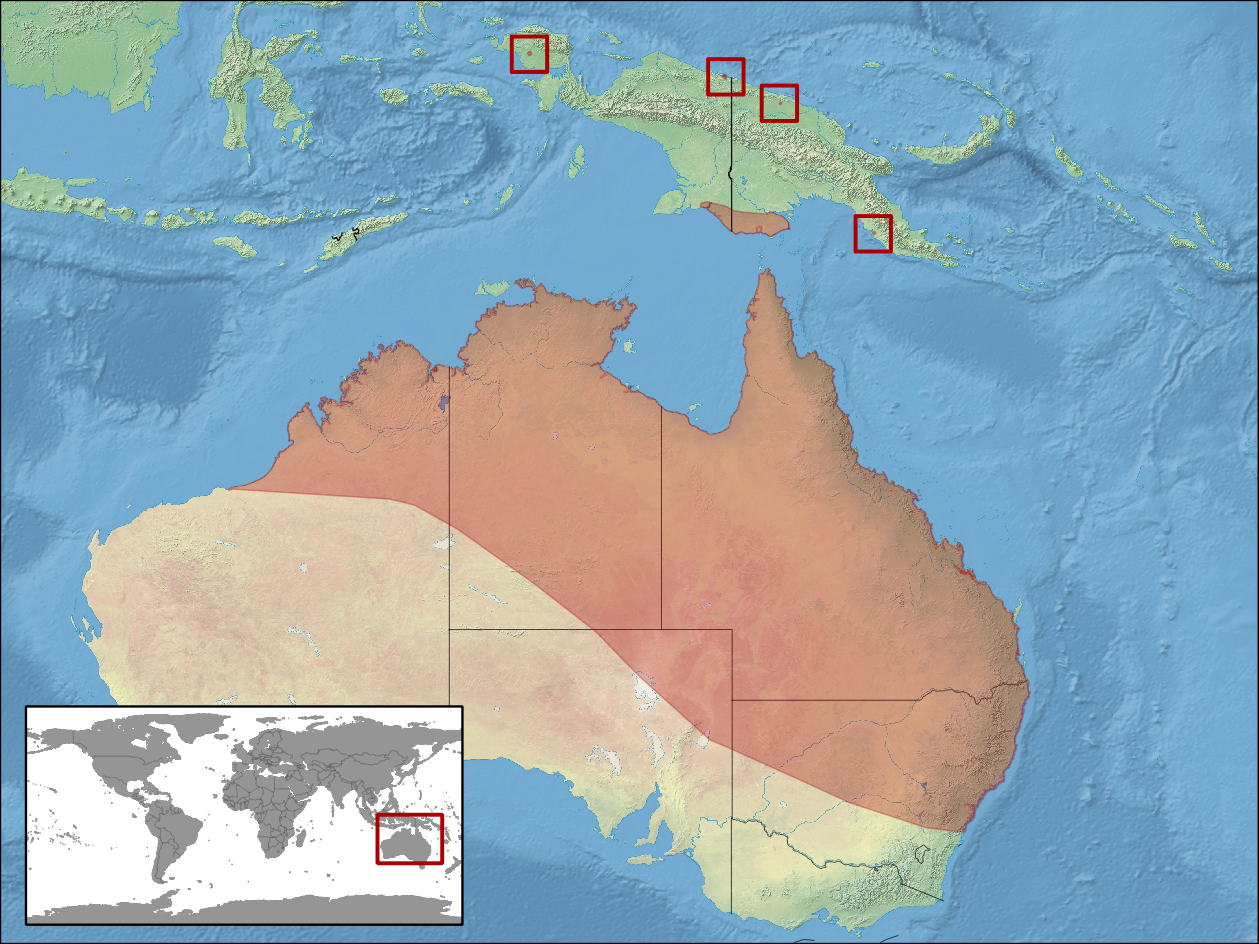
Verbreitungsgebiet des Korallenfinger-Laubfrosches nach IUCN

Das ursprüngliche Verbreitungsgebiet des Korallenfingers bilden der Norden und Osten Australiens (insbesondere Queensland und Nordterritorium) sowie Neuguinea (insbesondere dessen Süden in Lagen unterhalb von 200 m NN). Sein Lebensraum umfasst Gegenden mit einem warm-feuchten, subtropischen bis tropischen Klima. Im warm-gemäßigten Südosten Australiens kommt er nur dort vor, wo keine „winterlich“ kalte Jahreszeit vorhanden ist, etwa im Tiefland des Bundesstaates New South Wales. Durch den Menschen wurde die Art als Neozoon auch in Teilen Neuseelands und der USA verbreitet. So finden sich in zwei Regionen Floridas kleinere, sich fortpflanzende Populationen. Die in Neuseeland einst vorhandenen Tiere wurden seit den 1950er-Jahren nicht mehr gesichtet.

## Lebensweise und Verhalten

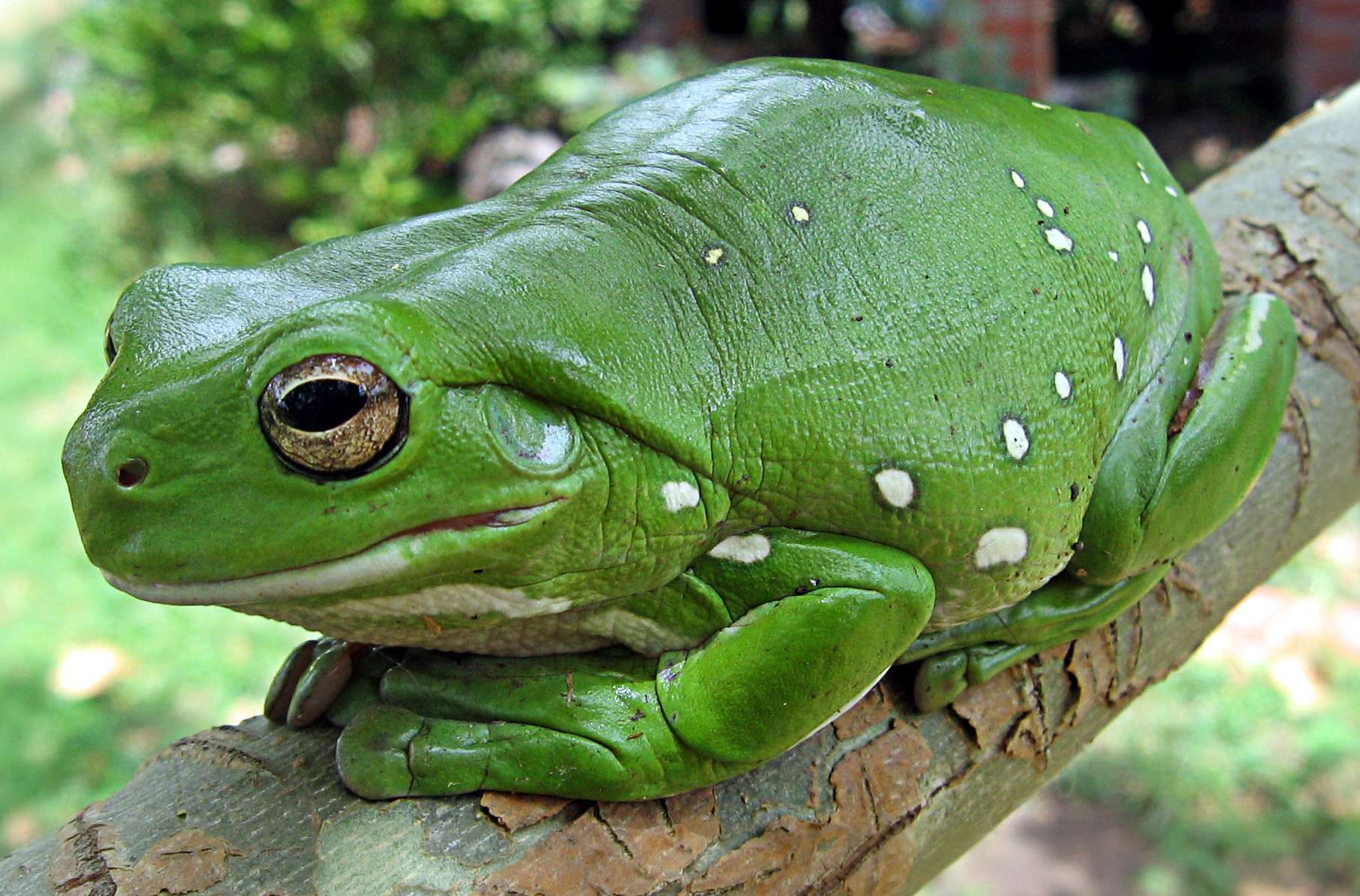
Manche, vorwiegend ältere Exemplare weisen weiße Flecken an den Flanken auf

Die Frösche verhalten sich recht ruhig und behäbig; auch sind sie ziemlich ortstreu. Den Tag verschlafen sie in der Vegetation und an kühlen, feuchten Orten, um am frühen Abend munter zu werden und bis in die Nacht auf Beutefang zu gehen. Im regenreicheren Frühling und Sommer der Südhemisphäre sind ihre Rufe zu hören; in der Trockenzeit im Winter legen sie eine Phase der Inaktivität ein.
Die Paarungsrufe der Männchen, die diese mit ihrer kehlständigen Schallblase erzeugen, sind ein tiefes, langsames und permanentes Quaken. Die Lautäußerungen, zu denen etwas leiser auch die Weibchen fähig sind, dienen aber nicht allein der Partnerfindung. Auch außerhalb der Paarungszeit, gewöhnlich nach einem Regen, geben die Frösche durch ihr an ein heiseres Bellen erinnerndes Quaken ihren Standort bekannt – häufig hoch oben in Baumkronen und Dachtraufen, nachts auch in Bodennähe. Genauso machen es beispielsweise auch die kleinen Verwandten, die Europäischen Laubfrösche, im Spätsommer. Der Sinn dieses Verhaltens ist noch nicht geklärt – es könnte sich einfach um einen Ausdruck des Wohlgefühls handeln. Außerdem geben die Tiere bei Gefahr einen durchdringenden Schreckruf von sich, beispielsweise, wenn sich ihnen ein Fressfeind nähert oder, wenn etwa ein Mensch auf einen hohlen Baumstamm tritt, in dem ein Frosch lebt.
Je nach Verbreitungsgebiet bevorzugen Korallenfinger verschiedene Habitate. Ihr typischer Aufenthaltsort sind Baumkronen in der Nähe ruhiger Gewässer. Sie können aber auch im Schilf von Sumpfgebieten leben oder im Grasland klimatisch gemäßigter Regionen. Als Kulturfolger haben sie auch in der unmittelbaren Umgebung des Menschen ihr Auskommen. So sind Korallenfinger dafür bekannt, Wasserbehältnisse an und in Häusern zu nutzen. Man findet sie in Wassertanks, Drainagerohren und Dachtraufen, weil diese in der Regel feucht und etwas kühler als die Umgebung sind. Abwasserrohre und Wassertanks werden von ihnen anscheinend auch deshalb mit Vorliebe zur Paarungszeit aufgesucht, da hier ihre Laute weiter tragen. Ebenso kann man die Frösche abends an Fenstern beobachten, wo sie vom Licht angelockte Kleintiere jagen.

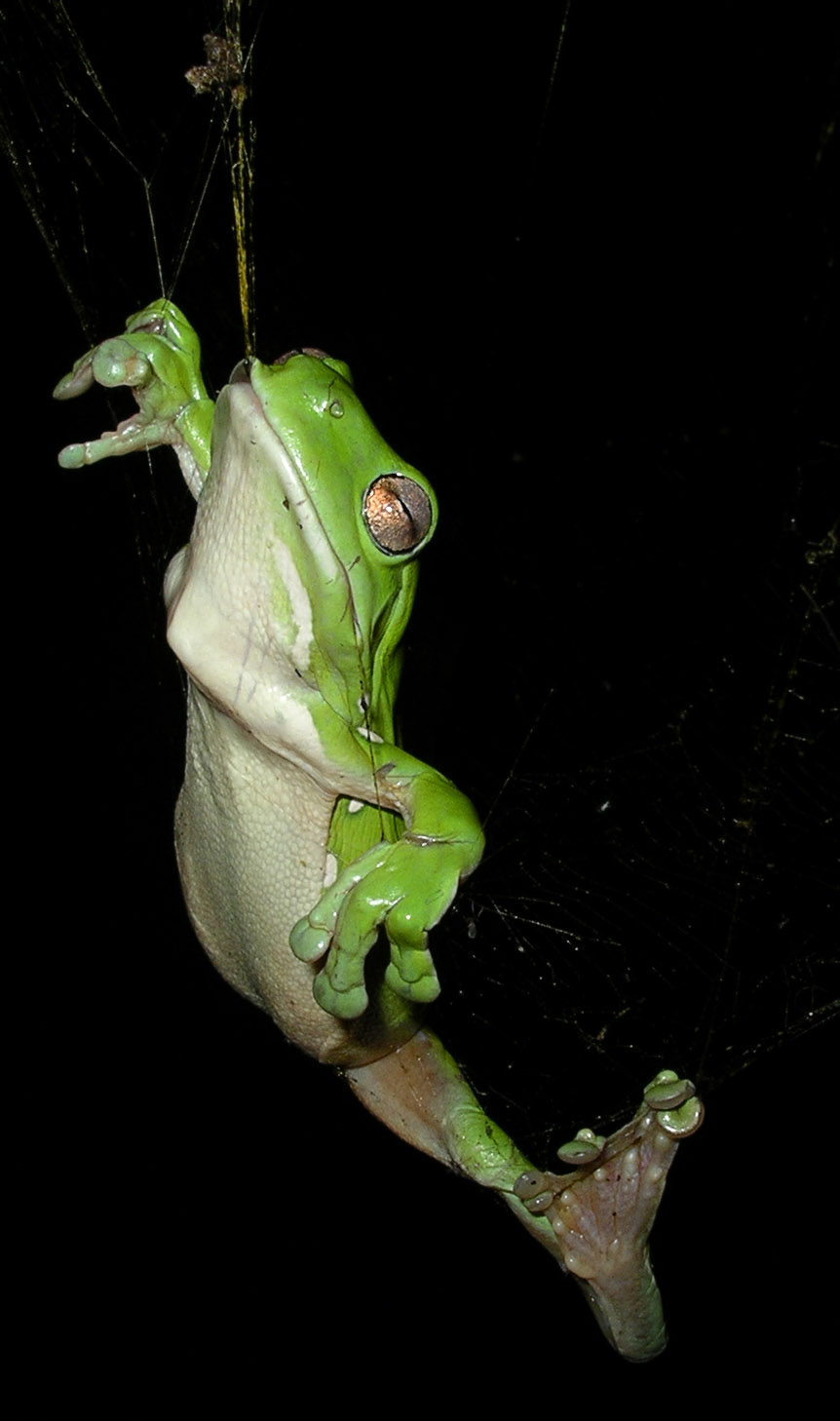
Dieses Korallenfinger-Weibchen hat gerade eine Spinne verschluckt und hängt vorübergehend im Spinnennetz fest

Korallenfinger-Laubfrösche ernähren sich hauptsächlich von Insekten und Spinnen, gelegentlich auch von kleineren Fröschen oder Säugetieren. Die Beute muss sich bewegen, damit sie erkannt wird. Da ihre Zähnchen nicht in der Lage sind, Nahrung zu zerteilen, können Frösche nur mundgerechte Happen zu sich nehmen, die im Ganzen geschluckt werden. Anders als viele andere Froscharten benutzen Korallenfinger-Laubfrösche aber keine Schleuderzunge, sondern stürzen sich auf ihre Beute, packen sie mit ihren Kiefern und stopfen sie mit den Händen ins Maul.
Unter den natürlichen Feinden der Art befinden sich einige Arten von Schlangen, Vögeln und Echsen. Mit der Besiedlung Australiens durch europäische Einwanderer kamen noch Hunde und Katzen hinzu. Die Lebenserwartung des Frosches beträgt in Gefangenschaft bis zu 16 Jahre; vereinzelt werden Lebensspannen von 20 Jahren berichtet. In seiner natürlichen Umgebung ist die Lebenserwartung sicher geringer.
In der Trockenzeit können diese Laubfrösche den Kondensationseffekt nutzen, um mehr Feuchtigkeit aufzunehmen bzw. nicht zu vertrocknen. So lassen sie sich in kalten Nächten stark abkühlen und suchen dann beispielsweise eine warme Baumhöhle auf, wo sich die Luftfeuchtigkeit als Kondenswasser auf ihrer Haut absetzt. Das Kondenswasser wird von den Fröschen über die Haut aufgenommen.

## Fortpflanzung, Individualentwicklung
Kurz vor Beginn der Paarungsphase in der sommerlichen Regenzeit wächst den Männchen eine bräunliche Brunstschwiele an der Innenseite des jeweils ersten Fingers. Diese rauen Hornschwielen helfen ihnen dabei, sich auf dem Rücken der Weibchen während des Amplexus, also der Umklammerungsphase, festhalten zu können. Nachdem sich die Tiere über die Rufe gefunden haben, erfolgt die Paarung in der Regel in stehenden Gewässern. Während das Weibchen seine Eier ins Wasser abgibt, werden diese vom aufsitzenden Männchen mit Sperma besamt. Ein relativ großer Laichballen aus 200 bis 300 braunen, je 1,1 bis 1,4 Millimeter großen und von der durchsichtigen Gallerte umgebenen Eiern wird so ins Wasser entlassen. Dort sinkt der Klumpen auf den Grund oder heftet sich an unter der Wasseroberfläche befindende Objekte. Der Amplexus kann bis zu zwei Tagen dauern, wobei mehrere Laichballen mit insgesamt 2000 bis 3000 Eiern abgelegt werden.
Nach dreitägiger Embryonalentwicklung im warmen Wasser schlüpfen die etwa acht Millimeter großen Kaulquappen. Um ein Überleben und eine günstige Weiterentwicklung zu gewährleisten, muss die Wassertemperatur zwischen 28 und 35 °C liegen und das Gewässer eine Tiefe zwischen 5 und 50 Zentimetern aufweisen. Das äußere Erscheinungsbild der Kaulquappen verändert sich während ihrer Ontogenese. Oberseits sind sie braun gesprenkelt, woraus sich die spätere braune oder grüne Färbung der adulten Tiere entwickelt. Die Unterseite ist zunächst dunkel und hellt sich mit der Zeit auf. Die Kaulquappen wachsen im Verlauf von zwei bis drei Monaten bis zu einer Länge von etwa 44 Millimetern heran, bevor sie die Metamorphose zum Frosch vollenden. Die Geschlechtsreife setzt im Alter von zwei Jahren ein.

## Gefährdung
Seit dem Environment Protection and Biodiversity Conservation Act 1999 steht der Korallenfinger-Laubfrosch wie alle endemischen australischen Tierarten unter Naturschutz. Die früher schwunghafte Ausfuhr für den Tierhandel ist streng reglementiert. Als gefährdend erweist sich, dass vom natürlichen Lebensraum der Art vieles durch den Menschen zerstört wurde. Auch wurden tödliche Pilzinfektionen (vergleiche: Chytridiomykose) bei einzelnen Exemplaren festgestellt.

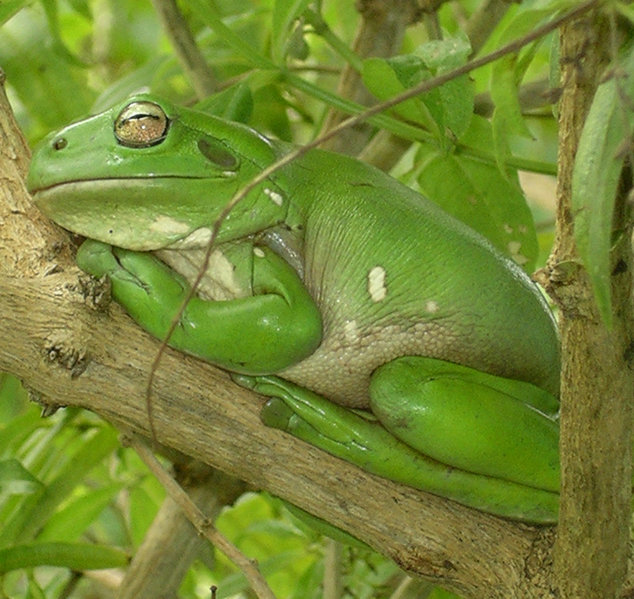
In Ruhehaltung „klappen“ Laubfrösche ihre klebrigen Finger- und Zehenenden ein

Darüber hinaus ist die Tatsache, dass sich seit den 1950er-Jahren allgemein ein Rückgang der Populationen feststellen lässt, besorgniserregend. Aufgrund der relativ langen individuellen Lebensdauer des Korallenfingers sind jedoch genaue Aussagen zur Bestandsentwicklung noch unsicher, da sich ein kurzfristiger Rückgang der Reproduktionsrate bei einer längerlebigen Art nicht so sehr auswirken muss wie bei einer Art mit geringer Lebenserwartung. Vorerst wird die Art von der IUCN noch als nicht gefährdet gewertet.

## Taxonomie
In seinem Buch Journal of a Voyage to New South Wales beschrieb John White die Art als Erster. Da allerdings das Präparat, das er nach England schickte, unterwegs seine Farbe wechselte, wurde der Korallenfinger-Laubfrosch als Rana caerulea (nach den lateinischen Wörtern für „Frosch“ und „Blau“) klassifiziert. Die eigentlich grüne Färbung des Frosches basiert auf blauen Pigmenten, die auf einer gelben Schicht liegen. Letztere verflüchtigte sich jedoch beim Präparieren der Probe, so dass das konservierte Tier blau erschien. (Es können aber auch tatsächlich lebende blaue Exemplare vorkommen, denen der gelbe Farbstoff ebenfalls fehlt!)
Später wurde die Art lange Zeit unter dem wissenschaftlichen Namen Hyla caerulea innerhalb der Unterfamilie Hylinae geführt, also unter anderem in derselben Gattung wie der Europäische Laubfrosch (Hyla arborea). Schließlich hat sich in der zoologischen Systematik aber eine Abtrennung der australischen Laubfrösche von der Gattung Hyla (Eigentliche Laubfrösche) durchgesetzt, die vor allem biogeografisch, weniger morphologisch zu begründen ist. Die Gattungen Ranoidea sowie Litoria  und Nyctimystes werden nun in einer eigenen Unterfamilie Australische Laubfrösche (Pelodryadinae) innerhalb der Laubfrösche klassifiziert.
Ihren deutschen Trivialnamen hat die Art wegen ihrer manchmal zartrosa („korallenfarben“) gefärbten Hände; häufig trifft diese Farbbeschreibung aber nicht zu.

## Haustierhaltung
Beim Korallenfinger handelt es sich um eine der weltweit beliebtesten Heimtierarten unter den Fröschen. Dafür sorgen sein zahmes Verhalten und sein sympathisches Aussehen, das an den typischen Frosch im Cartoon erinnert. Bei artgerechter, hygienischer Unterbringung und Pflege neigt er weniger zu Krankheiten als manche anderen Terrarientiere. Er benötigt allerdings genügend Platz, Klettermöglichkeiten, Luftfeuchtigkeit und Wärme sowie lebende Beutetiere. Überfütterung kann zu einem Problem werden, da gefangene Korallenfinger – anders als in freier Wildbahn – mangels Bewegung keine Gelegenheit zu ausreichender Energieverbrennung haben und so oft eine übermäßige Körperfülle zeigen.